# Péter Kovács (football)
Dans le nom hongrois Kovács Péter, le nom de famille précède le prénom, mais cet article utilise l’ordre habituel en français Péter Kovács, où le prénom précède le nom.
Pour les articles homonymes, voir Kovács et Péter Kovács.
Péter Kovács ([ˈpeːtɛɾ], [ˈkovaːtʃ]), né le 7 février 1978 à Salgótarján, est un footballeur hongrois. Il évolue au poste d'attaquant.

## Palmarès
- FC Haka
  - Champion de Finlande en 2000.

- Strømsgodset IF
  - Meilleur buteur du Championnat de Norvège en 2012 (14 buts).